# パルグループホールディングス
株式会社パルグループホールディングス（PAL GROUP Holdings CO.,LTD.）は、大阪市中央区に本社を置く、衣料品販売および雑貨販売を手掛ける持株会社である。

## 概要
グループ中核企業の株式会社パルを中心に、オリジナルブランドの衣料品の企画・販売を手掛けるほか、300円均一の雑貨店「3COINS」などを展開する。

## 沿革
- 1961年9月 - 井上英隆により株式会社スコッチ洋服店設立[2]。
- 1973年10月 - スコッチ洋服店よりカジュアル部門を分離し、（初代）株式会社パル設立。ダイエー中百舌鳥店（大阪府堺市）にジーンズショップ「パル青山」開店。
- 1988年6月 - 渋谷パルコにトレンドショップ「アレグロビバーチェ」を開店し、東京に進出。
- 1994年4月 - 300円ショップ「3COINS」1号店を大阪市北区茶屋町に開店。
- 2001年12月 - JASDAQ市場に上場。
- 2004年2月 - 東京証券取引所市場第二部に上場。
- 2006年8月 - 東京証券取引所市場第一部に指定替え。
- 2015年1月 - シンガポールに現地法人「PAL Holdings(Singapore)Pte.Ltd.」を設立。
- 2016年2月 - 株式会社バレリー(連結子会社)を完全子会社化。
- 2016年9月 - 会社分割により衣料・雑貨事業を株式会社パル分割準備会社（〈2代目〉株式会社パルに商号変更）に承継し、持株会社に移行。「株式会社パルグループホールディングス」に商号変更[3]。

## 主なグループ会社
- 株式会社パル
- 株式会社ナイスクラップ - 元・JASDAQ上場（証券コード7598）[4]
- 株式会社マグスタイル
- 株式会社クレセントスタッフ
- 株式会社フリーゲート白浜 - 特例子会社（非連結）[5]。「ホテルフリーゲート白浜」、「浜木綿くろしお山荘」（いずれも和歌山県西牟婁郡白浜町）を運営[6]。